# کلیوچی (شهرستان کلیوچفسکی، سرزمین آلتای)
کلیوچی (به لاتین: Klyuchi) یک روستا در روسیه است.